# Bembicina
Sous-tribu
Synonymes
- Stictiellina

Bembicina est une sous-tribu d'insectes hyménoptères de la famille des crabronidés.

## Liste desgenres
Selon BioLib (12 juillet 2025) :
- Bembix Fabricius, 1775
- Bicyrtes Lepeletier de Saint Fargeau, 1845
- Carlobembix Willink, 1958
- Editha J. Parker, 1929
- Hemidula Burmeister, 1874
- Microbembex Patton, 1879
- Rubrica J. Parker, 1929
- Selman J. Parker, 1929
- Stictia Illiger, 1807
- Trichostictia J. Parker, 1929
- Zyzzyx Pate, 1937